# Mizuki Kawashita
Mizuki Kawashita (河下 水希, Kawashita Mizuki, nascuda el 30 d'agost de 1971, en Shizuoka, Japó) és una dibuixant de manga coneguda pel seu treball a Ichigo 100%.

## Altres obres
- Koorihime Kitan
- Natsuiro Graffiti
- Sonezaki Shinjuu
- Kanojo to Natsu to Boku